# 1823
- Wikisource

| Calendário gregoriano                                                        | 1823 MDCCCXXIII                      |
| Ab urbe condita                                                              | 2576                                 |
| Calendário arménio                                                           | 1272 – 1273                          |
| Calendário bahá'í                                                            | -21 – -20                            |
| Calendário budista                                                           | 2367                                 |
| Calendário chinês                                                            | 4519 – 4520 Início a 11 de fevereiro |
| Calendário copta                                                             | 1539 – 1540                          |
| Calendário etíope                                                            | 1815 – 1816                          |
| Calendários hindus - Vikram Samvat - Calendário nacional indiano - Cáli Iuga | 1878 – 1879 1744 – 1745 4923 – 4924  |
| Calendário Holoceno                                                          | 11823                                |
| Calendário islâmico                                                          | 1239 – 1240                          |
| Calendário judaico                                                           | 5583 – 5584                          |
| Calendário persa                                                             | 1201 – 1202 Início a 22 de março     |
| Calendário rúnico                                                            | 2073                                 |
| Calendário solar tailandês                                                   | 2366                                 |

1823 (MDCCCXXIII, na numeração romana) foi um ano comum do século XIX do actual Calendário Gregoriano, da Era de Cristo, e a sua letra dominical foi E (52 semanas), teve início a uma quarta-feira e terminou também a uma quarta-feira.
| Ano completo                        |
| ----------------------------------- |
| Ano comum com início à quarta-feira |

## Eventos
- Jöns Jacob Berzelius isola o elemento químico silício.

### Janeiro
- 7 de janeiro - Guerra de Independência do Brasil: A Batalha de Itaparica foi um confronto ocorrido da Baía de Todos-os-Santos e praias da Ilha de Itaparica.

### Fevereiro
- 11 de fevereiro - Guerra da Independência do Brasil: Ocorre a Batalha do rio Cotejipe, permitiu o avanço das forças brasileiras rumo à Salvador.
- 23 de fevereiro - Ocorre em Portugal, uma rebelião contrarrevolucionária do general Conde de Amarante, e de outros oficiais afastados do poder em finais de 1820.

### Março
- 13 de março - Batalha do Jenipapo: tropas portuguesas são expulsas pelos brasileiros do Piauí.
- 21 de março - A convite do Império do Brasil, assumiu a patente de primeiro-almirante Thomas Cochrane, caso único na história do país em que uma patente foi concedida a um estrangeiro.

### Maio
- 3 de maio - Império do Brasil: A Assembleia Geral Constituinte e Legislativa é instalada no Rio de Janeiro.
- 27 de maio - Dá-se a Vilafrancada que é a insurreição liderada pelo Infante D. Miguel I de Portugal, em Vila Franca de Xira, contra as posições liberais de seu irmão D. Pedro IV de Portugal e I do Brasil.

### Julho
- 2 de julho - Tropas portuguesas se rendem aos brasileiros na Bahia, evento conhecido como a Independência da Bahia.

### Agosto
- 6 de agosto - Fundação do Município Paulista de Pirassununga.
- 15 de agosto - O Grão-Pará adere à independência brasileira, sendo assim, anexado pelo Brasil.

### Outubro
- 20 de outubro - Lei das Províncias: Pedro I do Brasil centraliza o poder.

### Novembro
- 12 de novembro - Pedro I do Brasil dissolve a Assembleia Constituinte e aprisiona os deputados participantes. Pelo fato de ter ocorrido durante a madrugada desta data, o evento ficou conhecido como a Noite da agonia.

## Nascimentos
- 2 de janeiro - Théodore Deck, ceramista francês (m. 1891)
- 8 de janeiro - Alfred Russel Wallace, naturalista, geógrafo, antropólogo e biólogo galês (m. 1913).
- 17 de fevereiro - Paula de Bragança, princesa do Brasil (m. 1833).
- 23 de abril - Abdul Mejide I, m. 1861, foi o 31° Sultão Otomano.
- 10 de agosto - Gonçalves Dias, poeta, jornalista, advogado, teatrólogo brasileiro (m. 1864).
- 7 de dezembro - Leopold Kronecker, matemático alemão (m. 1891).

## Mortes
- 26 de janeiro - Edward Jenner, médico inglês (nascido em 1749)
- 14 de março - Charles François Dumouriez, general francês (nascido em 1739)
- 1 de junho - Louis Nicolas Davout, marechal francês (nascido em 1770)
- 20 de agosto - Papa Pio VII, (nascido em 1740)
- 22 de agosto - Lazare Carnot, político, matemático e general francês (nascido em 1753)
- 11 de setembro - David Ricardo, economista inglês (nascido em 1772)

## Por tema
- 1823 no Brasil
- 1823 na ciência
- 1823 na literatura